# 第1特殊作戦航空団 (アメリカ軍)
第1特殊作戦航空団（だい1とくしゅさくせんこうくうだん 1st Special Operations Wing,1SOW）は、アメリカ空軍・空軍特殊作戦コマンド(AFSOC)に属する航空団の一つ。司令部はフロリダ州ハルバート飛行場。空軍特殊作戦コマンドにおける主力戦闘部隊である。

## 概要

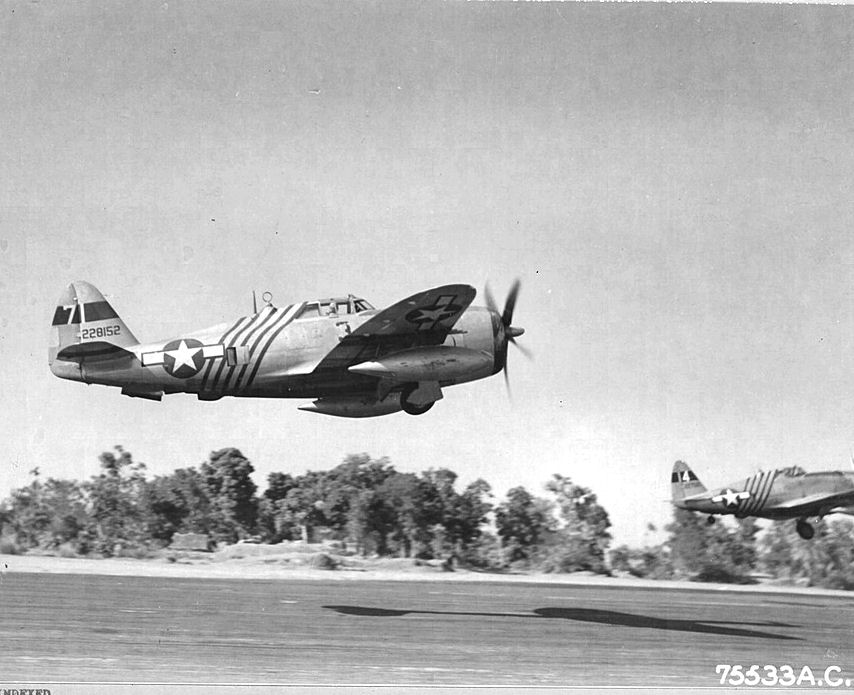
1945年、ビルマ戦線における第1航空コマンドー群のP-47D。同群の特徴として胴体に白線5本を描いていた

空軍特殊作戦コマンドにおける主力部隊であり、各種の特殊作戦航空機の整備運用のほか、ハルバート飛行場の施設の維持管理などを行なっている。
部隊の直接の前身は1943年8月に設立された第5318航空部隊(5318th Air Unit)となる。これは1944年に第1航空コマンドー群（第1特任航空群、1st Air Commando Group)に改称され、ビルマ戦線で日本陸軍航空部隊と対峙。長距離攻撃を行なったウィンゲート旅団を支援し、またP-51・P-47戦闘機による攻撃や、輸送機による空中投下、連絡機による人員輸送などを行なっている。
第二次世界大戦後の1948年10月8日、第1航空コマンドー群は解散したが、1962年4月27日にベトナム戦争における対ゲリラ戦の支援部隊として第1航空コマンドー航空団(1st Air Commando Wing)が設立された。これは名称変更を繰り返し、1975年に第1特殊作戦航空団(1st Special Operations Wing)となった。
1993年10月1日に第16特殊作戦航空団(16th Special Operations Wing,16SOW)に改称されている。これは第1戦闘航空団との部隊番号の重複を避けたいというアメリカ空軍参謀総長メリル・マクピークの意向であった。このため、部隊番号による部隊史の面では、1932年12月1日に設立された第16追撃群(16th Pursuit Group)が前身ともなる。これは1942年に第16戦闘群(16th Fighter Group)に改編され1943年に廃止された。ただし、2006年になると、16SOWは1SOWに再改称された。

## 主要部隊
- 第1特殊作戦群(1st Special Operations Group)：戦闘部隊。10個飛行隊で編制。
  - 第1特殊作戦支援飛行隊(1st Special Operations Support Squadron)：支援部隊。作戦計画の策定、乗員の訓練実施のほか、気象情報、現地飛行情報の把握、現地の他部隊との連絡・調整など。
  - 第4特殊作戦飛行隊(4th Special Operations Squadron)：AC-130U運用。近接火力支援、地上阻止、戦闘捜索救難支援任務。
  - 第6特殊作戦飛行隊(6th Special Operations Squadron)：各種航空機を運用。他国製航空機の操縦訓練および作戦運用。
  - 第8特殊作戦飛行隊(8th Special Operations Squadron)：CV-22運用。敵地内への侵攻輸送任務。
  - 第9特殊作戦飛行隊(9th Special Operations Squadron)：エグリン空軍基地所在、MC-130P運用。空中給油任務。
  - 第15特殊作戦飛行隊(15th Special Operations Squadron)：MC-130H運用。敵地内への侵入輸送任務。
  - 第16特殊作戦飛行隊(16th Special Operations Squadron)：AC-130H運用。近接火力支援、地上阻止、戦闘捜索救難支援、航空統制任務。
  - 第19特殊作戦飛行隊(19th Special Operations Squadron)：C-130系機材の教育訓練部隊。
  - 第20特殊作戦飛行隊(20th Special Operations Squadron)：MH-53運用。敵地内への侵攻輸送任務。
  - 第319特殊作戦飛行隊(319th Special Operations Squadron)：U-28（ピラタス PC-12）を運用。戦域内輸送支援。
- 第1特殊作戦整備群(1st Special Operations Maintenance Group)：機材整備。
  - 第1特殊作戦整備運用中隊(1st Special Operations Maintenance Operations Squadron)：各整備部隊の運用・調整。
  - 第1特殊作戦航空機整備中隊(1st Special Operations Aircraft Maintenance Squadron)：ハルバート飛行場所在。AC-130などの整備。
  - 第1特殊作戦部品整備中隊(1st Special Operations Component Maintenance Squadron)：航空計器、電子器材などの整備。
  - 第1特殊作戦器材整備中隊(1st Special Operations Equipment Maintenance Squadron)：武器など各種器材整備。
  - 第1特殊作戦ヘリコプター整備中隊(1st Special Operations Helicopter Maintenance Squadron)：MH-53ヘリコプターの整備。
  - 第1特殊作戦整備中隊(1st Special Operations Maintenance Squadron)：エグリン空軍基地所在、MC-130Pの整備。
- 第1特殊作戦任務支援群(1st Special Operations Mission Support Group)：兵站・後方支援。
  - 第1特殊作戦建設隊(1st Special Operations Civil Engineer Squadron)：基地施設の建設・維持管理。
  - 第1特殊作戦通信中隊(1st Special Operations Communications Squadron)：通信、コンピューター担当。
  - 第1特殊作戦会計隊(1st Special Operations Comptroller Squadron)：会計管理。
  - 第1特殊作戦契約隊(1st Special Operations Contracting Squadron)：契約業務管理。
  - 第1特殊作戦兵站即応中隊(1st Special Operations Logistics Readiness Squadron)：兵站管理。
  - 第1特殊作戦警備隊中隊(1st Special Operations Security Forces Squadron)：基地警備。
  - 第1特殊作戦サービス中隊(1st Special Operations Services Squadron)：購買部。
- 第1特殊作戦医療群(1st Special Operations Medical Group)：4個中隊で編制。医療支援。
  - 第1特殊作戦航空宇宙医療中隊(1st Special Operations Aerospace Medicine Squadron)：航空機搭乗員の健康管理。
  - 第1特殊作戦歯科中隊(1st Special Operations Dental Support Squadron)：歯科部隊
  - 第1特殊作戦医療中隊(1st Special Operations Medical Operations Squadron)：医療部隊
  - 第1特殊作戦医療支援中隊(1st Special Operations Medical Support Squadron)：医療部隊の支援、患者情報の管理など。